# Ripasso
Ne doit pas être confondu avec l'appellation Passito

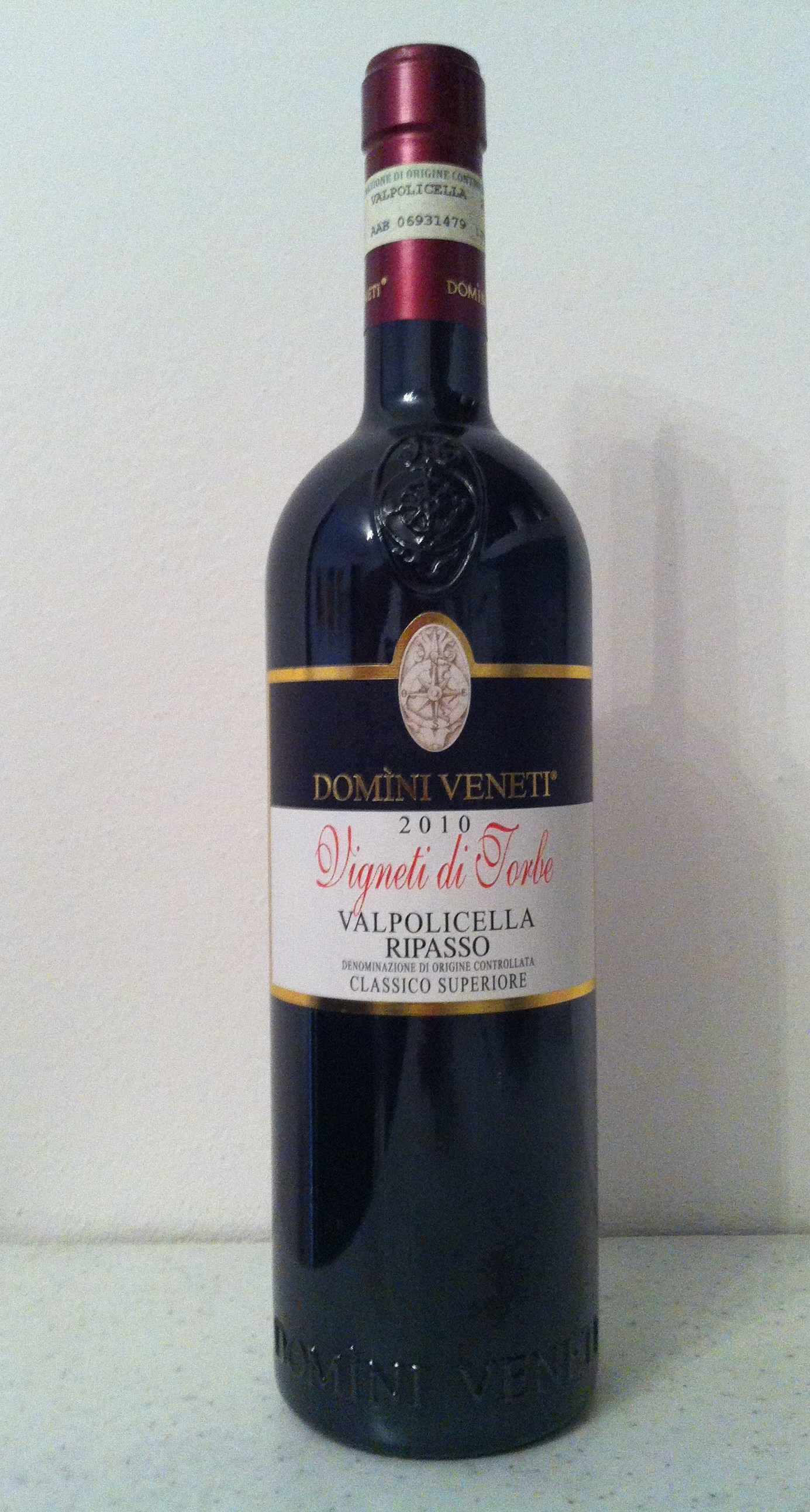
Une bouteille de Ripasso

L'appellation Ripasso (littéralement "repassé"), originellement associé au vin Valpolicella, désigne une refermentation du vin sur des lies d'Amarone et/ou du raisin passerillé. Ce processus donne plus de caractère et de corps au vin et élève son degré alcoolique.
Cette technique a été introduite par le producteur Masi. Après une longue querelle sur la propriété intellectuelle  de cette appellation, un accord en 2006 a été trouvé entre le producteur et le Consortium pour la Tutelle des Vins Valpolicella. La propriété est transférée à la chambre de commerce de Vérone.
Ce procédé est maintenant utilisé pour d'autres vins et dans d'autres régions d'Italie.
Synonymes : doppia fermentazione (double fermentation), rifermentazione.
Les viticulteurs entre eux parlent de "rigoverno" (terme technique) ou de scarpetta (fare la scarpetta signifiant saucer son assiette).
Appelé aussi "ripassa" ou "governato", parfois pour les raisons de copyright évoquées plus haut.
"Passo doble" en amérique du Sud (nom et procédé introduit par la maison Masi).